# Pilla (geslacht)
Pilla is een geslacht van uitgestorven kreeftachtigen uit de klasse van de Ostracoda (mosselkreeftjes).

## Soorten
- Pilla latolobata Jones & Schallreuter, 1991 †
- Pilla piformis Schallreuter & Siveter, 1988 †